# علي الساحلي
الدّكتور علي سليمان السّاحلي (1924-2004).

## مكان وتاريخ الميلاد
بنغازي، 3/أبريل/1924م

## الدرجات العلمية
- LL. B. في القانون		(جامعة لندن)
- D. Litt. في الآداب		(جامعة البندقية)

## المناصب التي تقلّدها
| ناظر العدل لولاية برقة                              |  | 1952م - 1954م |
| رئيس المجلس التنفيذي لولاية برقة                    |  | 1954م         |
| وزير المواصلات                                      |  | 1954م - 1955م |
| وزير المالية                                        |  | 1955م - 1956م |
| وزير العدل                                          |  | 1956م         |
| وزير الخارجية                                       |  | 1956م - 1957م |
| وزير المواصلات                                      |  | 1957م         |
| سفير في بريطانيا                                    |  | 1957م - 1958م |
| رئيس الديوان الملكي                                 |  | 1958م - 1965م |
| سفير في إيطاليا                                     |  | 1965م - 1967م |
| وزير الداخلية                                       |  | 1967م         |
| أعمال واستشارات قانونية                             |  | 1967م - 1970م |
| عضو هيأة تدريس بكلية الآداب والتربية، جامعة قاريونس |  | 1970م - 1986م |

## الأوسمة والنياشين
| الوشاح الأعظم لنيشان الاستقلال من الطبقة الأولى مع الرصيعة    |  | (ليبيا)   |
| الوشاح الأعظم لنيشان الاستقلال من الطبقة الأولى مع الرصيعة    |  | (تونس)    |
| الوشاح الأعظم لنيشان العرش من الطبقة الأولى مع الرصيعة        |  | (المغرب)  |
| الوشاح الأعظم لنيشان الملك جورج من الطبقة الأولى مع الرصيعة   |  | (اليونان) |
| الوشاح الأعظم لنيشان النجم اللامع من الطبقة الأولى مع الرصيعة |  | (الصين)   |
| الوشاح الأعظم لنيشان فارس                                     |  | (إيطاليا) |

## نبذة عن حياته
- ولد بمدينة بنغازي في 3 أبريل 1924م.
- تلقى تعليمه الأساسي في المدارس الحكومية الإيطالية.
- درس في الأكاديمية البريطانية بالقاهرة من سنة 1945 إلى 1947.
- نال درجة (LL.B) في القانون من جامعة لندن (LSE) سنة 1951م.
- تحصل على شهادة مهنية (Barrister-At-Law) سنة 1952م، تمكنه من المرافعة أمام المحاكم البريطانية.
- نال درجة الدكتوراه في الأدب (D. Litt) من جامعة فينيسا عام 1976م.
- عيّن ناظراً للعدل في ولاية برقة سنة 1952م بعد استدعاء من قبل رئيس الوزراء محمود المنتصر لتعيينه بأمر ملكي في الحكومة رئيساً لأحد الأقسام بوزارة الخارجية.
- عيّن سنة 1954م أول رئيس للمجلس التنفيذي في ولاية برقة بالإضافة إلى نظارة العدل.
- عيّن وزيراً للمواصلات والماليّة والعدل ثم للخارجية من سنة 1954 إلى سنة 1956م.
- اختير سنة 1954م - عندما كان وزيراً للمالية- رئيساً للجنة تأسيس أول جامعة ليبية حديثة حيث أسست جامعة بنغازي سنة 1955.
- عين سفيراً لليبيا في بريطانيا سنة 1957م.
- استدعي سنة 1958م ليصبح رئيساً للديوان الملكي حتى استقالته سنة 1965م.
- بُعث سفيراً لليبيا في إيطاليا سنة 1965م.
- تولّى وزارة الداخلية سنة 1967م.
- استقال من منصبه إثر حدوث النكسة، ورفض المشاركة في الحكومة التي ألفت بعد ذلك، وفتح مكتباً للمحاماة والاستشارات والترجمة القانونية من سنة 1967 إلى سنة 1970م.
- التحق بجامعة قاريونس سنة 1970 بطلب من الدكتور عمر التومي الشيباني- رئيس الجامعة آنذاك- ليعمل أستاذاً للغات اللاتينية والإيطالية والإنجليزية حتى تقاعد سنة 1986.
- توفّي يوم الجمعة الموافق 21 مايو 2004م، في أحد مستشفيات مدينة عمان بالأردن، ودفن- - يوم الاثنين الموافق 24 مايو 2004م بمدينة بنغازي.

## الإسهامات الثقافية والإبداعية
- ساهم مساهمة كبيرة في استرجاع العديد من الوثائق التاريخية المهمة حول حقبة الجهاد من الأرشيف الإيطالي وترجمتها وحفظها بالمكتبة المركزية بجامعة قاريونس.
- ترأس لجنة جمع التراث الشعبي سنة 1972م بكلية الآداب والتربية بجامعة قاريونس التي أسفر عملها عن إصدار مجلدين ضما مجموعة من نفائس الشعر الشعبي لفحول الشعراء من مناطق مختلفة في ليبيا، الأول سنة 1977 والثاني سنة 1993.
- قام بإعداد كتاب «دليل مهرجان عمر المختار» الذي يعدّ دليلاً أساسياً للباحثين في تاريخ الأجداد؛ إذ يحمل مجموعة كبيرة من الصور والوثائق عن حقبة الجهاد التي جمعت من ليبيا والأرشيف الإيطالي، وقد نشرته جامعة قاريونس سنة 1979م.
- قدم ورقة بعنوان «أحمد رفيق المهدوي والأدب الشعبي» في المهرجان الذي أقيم لتخليد الذكرى العاشرة لوفاة أحمد رفيق المهدوي.
- ترجم عن الإيطالية مقالاً بعنوان «انتصار هانيبال في كاني: عمل استراتيجي باهر حسده عليه نابليون»- نشرتها مجلة الثقافة العربية (العدد 10 السنة 15).
- بذل جهداً كبيراً في التعريف بجهاد البطل التشادي (قجة عبد الله) من أجل تحرير ليبيا، ومن ثم تكريمه ومنحه نيشان الاستقلال مع مرتب شهري.
- كلف بمرافقة ونستون تشرتشل- رئيس وزراء بريطانيا أثناء الحرب العالمية الثانية- عندما زار برقة سنة 1961م دليلاً ومترجماً شخصيّاً – خلال جولته في المناطق الشرقية في ليبيا.
- قام بعدد من التراجم لنصوص متنوعة بلغات عديدة منها الألمانية والإنجليزية والإيطالية.
- ألقى العديد من المحاضرات عن الأدب الشعبي خلال فترة عمله بالجامعة وحتى بعد تقاعده، احتوت مقارنات بين الشعر الشعبي والشعر الفصيح، وكانت آخر محاضرة قدّمها بعنوان «أدبنا الشعبي: أصالته وبلاغته» في الرابع من رمضان عام 2002م.
- ترك مجموعة من المخطوطات، من بينها دراستان الأولى بعنوان «شعرنا الشعبي أصالته وبلاغته»، والثانية «دراسات في الأدب الشعبي».
- نظم الشعر بنوعيه الفصيح والشعبي غير أن معظمه ما يزال مخطوطاً لماّ ينشر.

## قصيدة مختارة من شعره بعنوان «بنغازي»، كتبها قبيل وفاته
| جَرِّدْ بديعَ القَولِ والإفصَاحِ          |  | في مَدحِ خَيرِ مدينةٍ يا صاحِ    |
| فَخرُ المدائنِ لا أبا لَكَ مَدْحُهَا      |  | فَرْضٌ على الشُّعَراءِ والشُّراحِ    |
| قالوا: "هنا بنغازي"، قلتُ وهل سِوَى |  | بنغازي ملعَبُ صَبْوَتي ومَراحي   |
| بنغازي مَهدُ طفولتي وفتُوَّتي         |  | ورجولتي وكهولتي وكفاحي     |
| أزكَى منَ الرَّيحانِ رِيحُ سِباخِها       |  | بل من أريجِ المسكِ والتّفاحِ   |
| ضمَّتْ كِرامَ القَومِ صِيدٌ أهلُها         |  | جُبِلوا على الإيثارِ غيرُ شِحاحِ |
| شُمُّ الأنوفِ رُؤوسُهم مرفوعةٌ          |  | لا ينحنون لظالمٍ سفَّاحِ       |
| يتسابقون إلى المكارِمِ والعُلا      |  | وإلى فِعالِ الخيرِ والإصلاحِ   |
| لا يرهبون الموتَ عندَ حُدودِها       |  | يفدونها بالمالِ والأرواحِ    |
| كمْ بينهم أعْتزُّ عندَ لقائِهم         |  | من أُخوَةٍ غُرِّ الوجوهِ صِباحِ     |
| أزهو بصُحبتِهم وأفخرُ شامخاً         |  | سِيَّانِ في فَرَحٍ وفي أتْراحِ      |